# 269232 Tahin
269232 Tahin è un asteroide della fascia principale. Scoperto nel 2008, presenta un'orbita caratterizzata da un semiasse maggiore pari a 3,0273053 UA e da un'eccentricità di 0,0904923, inclinata di 1,78422° rispetto all'eclittica.